# Будо-Бобрицька сільська рада
Будо-Бобрицька сільська рада (Бобрицько-Будська сільська рада) — колишня адміністративно-територіальна одиниця та орган місцевого самоврядування у Барашівському, Пулинському і Ємільчинському районах Коростенської і Волинської округ, Київської й Житомирської областей УРСР та України з адміністративним центром у с. Будо-Бобриця.

## Населені пункти
Сільській раді підпорядковувались населені пункти:
- с. Будо-Бобриця
- с. Антонівка
- с. Гута-Бобрицька
- с. Сорочень

## Населення
Кількість населення ради, станом на 1923 рік, становила 1 579 осіб, кількість дворів — 191.
Кількість населення сільської ради, станом на 1924 рік, становила 1 775 осіб.
Кількість населення ради, станом на 1931 рік, становила 1 767 осіб.
Відповідно до результатів перепису населення 1989 року, кількість населення ради, станом на 1 грудня 1989 року, складала 537 осіб.
Станом на 5 грудня 2001 року, відповідно до перепису населення України, кількість мешканців сільської ради складала 445 осіб.

## Склад ради
Рада складалась з 12 депутатів та голови.

### Керівний склад сільської ради
| ПІБ                      | Основні відомості                                                                                     | Дата обрання | Дата звільнення |
| ------------------------ | --- | ------------ | --------------- |
| Голяченко Раїса Іванівна | Сільський голова, 1960 року народження, освіта, член Соціал-демократичної партії України (об'єднаної) | 26.03.2006   | 31.10.2010      |
| Голяченко Раїса Іванівна | Сільський голова, 1960 року народження, освіта вища, безпартійний                                     | 31.10.2010   |                 |

Примітка: таблиця складена за даними джерела

## Історія
Утворена 1923 року в складі колоній Антонівка, Бобрицька Буда, Бобрицька Гута, Нова Каролінка, Ставчанка та Стара Каролінка Барашівської волості Коростенського повіту Волинської губернії. 8 жовтня 1924 року, відповідно до рішення Волинської ГАТК (протокол № 10/5), до складу ради включено кол. Будище-Усолуси Усолусівської сільської ради та передано до складу тієї ж ради кол. Нова Каролінка.
Зняті з обліку населених пунктів: станом на 1 жовтня 1941 року — колонії Будище-Усолуси та Ставчанка, станом на 1 вересня 1946 року — кол. Стара Каролінка.
Відповідно до інформації довідника «Українська РСР. Адміністративно-територіальний поділ», станом на 1 вересня 1946 року сільрада входила до складу Барашівського району Житомирської області, на обліку в раді перебували села Антонівка, Буда-Бобриця, Гута-Бобрицька та Майдан.
11 серпня 1954 року сільську раду ліквідовано, населені пункти передано до складу Усолусівської сільської ради Барашівського району. 10 червня 1958 року раду відновлено в складі сіл Антонівка, Будо-Бобриця, Гута-Бобрицька Усолусівської сільської ради та с. Сорочень Новоолександрівської сільської ради Барашівського району.
Станом на 1 січня 1972 року сільська рада входила до складу Ємільчинського району Житомирської області, на обліку в раді перебували села Антонівка, Будо-Бобриця, Гута-Бобрицька та Сорочень.
Ліквідована 23 грудня 2016 року в зв'язку з об'єднанням до складу Барашівської сільської територіальної громади Ємільчинського району Житомирської області.
Входила до складу Барашівського (7.03.1923 р., 17.10.1935 р.), Пулинського (3.06.1930 р.) та Ємільчинського (30.12.1962 р.) районів.